# Estación de Porte de Choisy
La estación de Porte de Choisy es una estación del metro de París situada al sur de la capital, en el XIII Distrito. Forma parte de la línea 7. Ofrece una conexión con la línea 3 y con la línea 9 del tranvía. 

## Historia
La estación fue inaugurada el 7 de marzo de 1930 como parte de la línea 10. El 26 de abril de 1931, pasó a formar parte de la línea 7.  A finales de 2006, fue conectada con el renacido tranvía parisino.
La estación debe su nombre a su ubicación cercana a la Porte de Choisy, antiguo acceso situado en el Muro de Thiers, última fortificación construida alrededor de París para proteger la ciudad.

## Descripción
La estación, se compone de dos andenes laterales y de dos vías. 
Luce un diseño absolutamente clásico, en bóveda y con azulejos blancos. Los marcos publicitarios son de color dorado. Su iluminación ha sido renovada con estructuras que sobrevuelan ambos andenes proyectando la luz hacia la bóveda. La señalización, por su parte, realizada con azulejos azules y blancos, conserva el estilo Motte.

## Accesos
La estación dispone de dos accesos.
- Acceso 1: a la altura de la avenida de la Porte de Choisy.
- Acceso 2: a la altura del bulevar Masséna.